# Pierre-François Aubameyang
Pierre-François Aubameyang (francès: Pierre Aubameyang)  (Bitam, 29 de maig de 1965) és un exfutbolista del Gabon de la dècada de 1990 i entrenador de futbol. És pare dels també futbolistes Catilina, Willy i Pierre-Emerick.
Fou internacional amb la selecció de futbol del Gabon. Pel que fa a clubs, destacà a Le Havre AC.
Fou entrenador de Gabon el 2018 amb Daniel Cousin.